# Sealand Hercegség
A Sealand Hercegség (angolul Principality of Sealand), röviden Sealand (IPA: /siːlænd, kb. szílend) mikronemzet (önerőből kikiáltott, de nemzetközileg nem elismert államszerű egység), amely egy, az Északi-tengeren álló, a második világháborúban épült erődítményen található Nyugat-Európában, az Egyesült Királyság partjaitól néhány kilométerre.

## A sziget

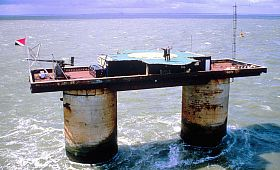
Sealand panorámája

A Sealand Hercegség Anglia keleti partjai mentén, a Temze torkolatától északra, a parttól mintegy 10 kilométerre (6 mérföld) elhelyezkedő, kilencszer huszonhárom méter alapterületű mesterséges szigeten található, amelynek egyetlen földrajzi jellegű képződménye a HM Fort Roughs torony.
A HM Fort Roughs egyike a második világháború idején a brit katonai doktrína szellemében épített erődöknek, amelyeknek funkciója a környező légtér figyelése, ellenséges légierő visszaverése, és az elsüllyesztett hajók személyzetének kimentése volt. Az akkori nemzetközi vizeken két nagy vasbeton lábra (ún. beton süllyesztőszekrény; a belsejében különféle szobákkal, kamrákkal) épített kosárlabdapályányi platform mai formájában akár műemléknek is tekinthető, mivel a háború után valamennyi társát lebontották. Olajos, rozsdás romként mindössze csak ez maradt meg hírmondónak az Északi-tengeren.

## Története

### Alapítás

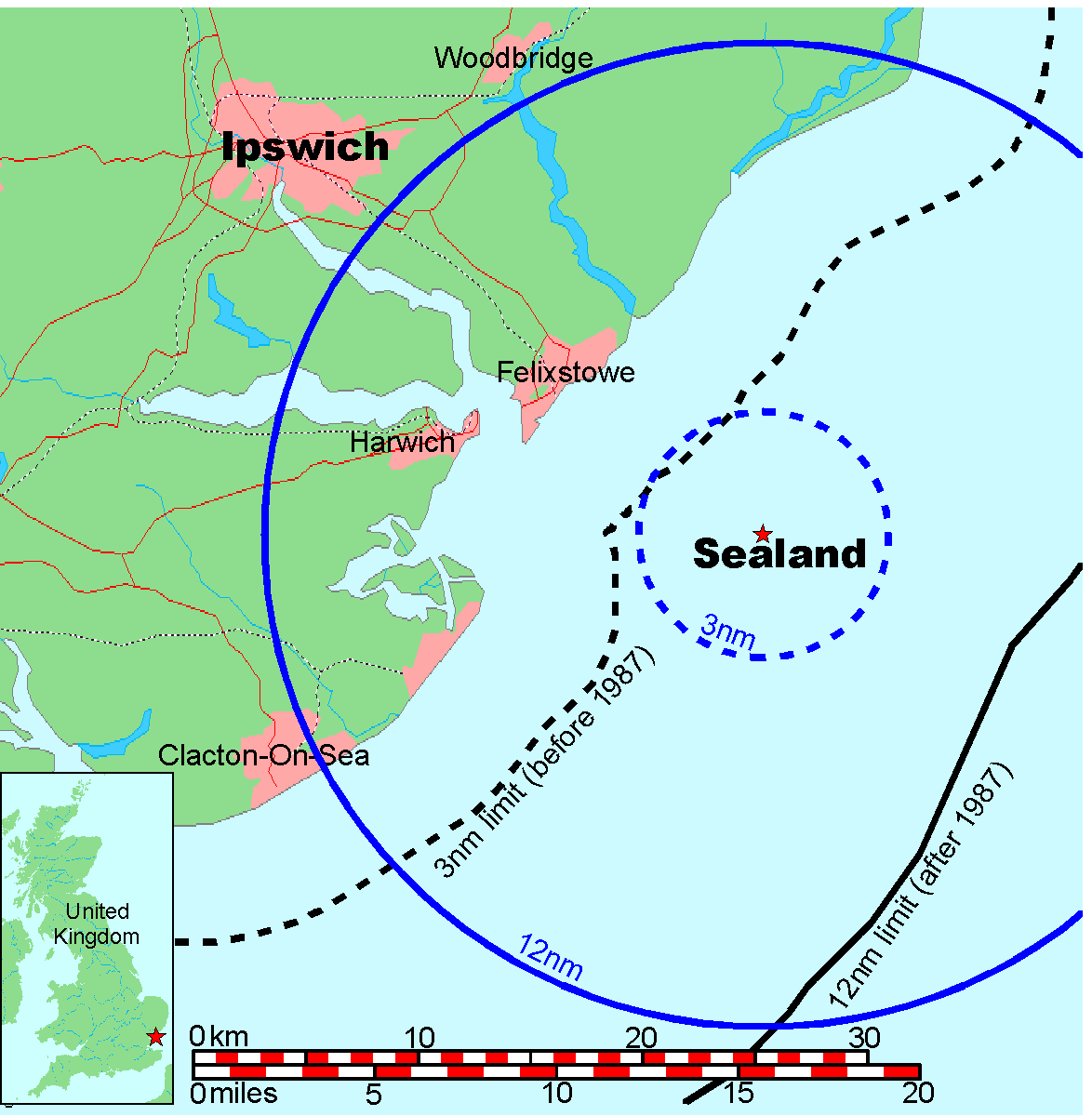
Sealand felségvizei

1966-ban a Bates család telepedett meg a Fort Roughs-on. A családfő, Paddy Roy Bates veterán brit őrnagy eredetileg kalózrádiót szeretett volna indítani itt, mivel a 20. század hatvanas éveiben a popzene nagy népszerűségre tett szert az Egyesült Királyságban, de a BBC – egyetlen hivatalos rádióadóként – naponta kevesebb, mint egy órányi könnyűzenét játszott. A hiányt pedig az Északi-tenger nemzetközi vizeiről sugárzó "kalózadók" pótolták. Bates egyébként korábban foglalkozott már ezzel, 1965-ben például elfoglalta sealandihez hasonló Knock John Tower-t, és az otthagyott amerikai katonai rádióval indította el a Radio Essexet, az első 24 órán keresztül sugárzó kalózadót. 1966 végén a brit hatóságok megbírságolták Bates-t az illegális csatorna üzemeltetéséért, így a rádió is elhallgatott.
Az őrnagy ekkor talált rá a Roughs Tower-re, mely ránézésre éppen olyan volt, mint a Knock John, ám rendelkezett egy előnyös tulajdonsággal: 7 tengeri mérföldre (nagyjából 13 kilométerre) található az angol partoktól, vagyis nemzetközi vizekre építette a brit hadsereg. Az innen történő rádiózásnak jogi akadálya már nem volt, de Bates-nek el kellett kergetnie innen a már ott tanyázó kalózokat, majd 1967. szeptember 2-án kikiáltották a hercegség függetlenségét, azaz felvonták Sealand zászlaját, Paddy Roy Bates pedig kikiáltotta magát az ország hercegének. A hercegség címerében olvasható a család mottója: E Mare Libertas, vagyis „Szabadság a tengertől”.
Az Egyesült Királyság először mint hajót követelte vissza a területet, majd 1968-ban megpróbálták visszafoglalni egy kisebb hadihajóval, azonban a Bates család fegyverekkel és Molotov-koktélokkal "visszaverte" a kísérletet. Az ekkor már főhercegként szereplő Bates-t és fiát, Michaelt az incidens után nyomban törvényszék elé is állították, azonban a brit bíróság megállapította, hogy mivel a tengeri határon túl van a platform, így nincs illetékessége döntést hozni a kérdésben. Innen a de facto függetlensége.
A következő években az állam létezésének fenntartására (rozsdásodás ellen) megszületett az ország himnusza, saját pénzt verettek (Sealandi dollár), bélyegeket nyomtattak, sőt, saját rendszámtáblát is készítettek. Alexander Achenbach német üzletember segítségével az alkotmányt is létrehozták, ennek értelmében alkotmányos monarchiaként működik, a brit polgári jogokat követve hivatalokkal, szenátussal, bírósággal és saját külpolitikával.
Az eredeti terv, a kalózrádió elindítása sosem valósult meg, ugyanis a sugárzásra való tiltást később a nemzetközi vizekre is kiterjesztették, valamint a BBC több új zenecsatornát is indított.

### A sealandi puccs
1978-ban Alexander Achenbach német üzletember – akit Bates korábban hálából miniszternek nevezett ki – úgy döntött, eljött az ideje annak, hogy átvegye az irányítást a terület felett. Megbízott néhány holland katonát, akik puccsot hajtottak végre, és foglyul ejtették Michael Bates-t, Roy fiát. Nem sokkal később Roy néhány hozzá hű emberrel visszafoglalta a szigetet, kiszabadította Michaelt, a hollandokat pedig hadifoglyul ejtette. Németország követeket küldött Sealand-be, tárgyalni a békéről és a foglyok szabadon engedéséről.
A kis országot idővel felfedezte a maffia is: egyre több hamis sealandi útlevél jelent meg, valószínűleg a fent már említett német üzletember által. Összesen kb. 150 000 hamis útlevél került forgalomba. A Miamiban 1997-ben meggyilkolt Gianni Versace olasz divattervező gyilkosa, Andrew Cunanan például szintén sealandi útlevéllel igyekezett hamis személyazonosságot teremteni magának.

### A Haven Co.
2000-ben Michael Bates megvásárolta a Haven Co. nevű céget, aminek központját a szigetre tette, a cég a szigeten elhelyezett szerverek által weblapok hostolásával foglalkozott. Havi 1500 dollárért golyóálló betonnal védett szervert lehetett bérelni, amely folyamatos mikrohullámú kapcsolatban volt az angol hálózatokkal. A szerverpark végül 2008-ban zárt be, miután egy tűzben súlyos károkat szenvedett.
Paddy Roy Bates 2012. október 9-én, 91 éves korában halt meg Angliában, így utódja legidősebb fia, Michael lett. Az ország fő bevételforrása jelenleg a webshopjukból származik.

## Sealand uralkodó családja
Roy, Sealand hercege (sz. 1921) 1944-ben vette el a 18 éves angol modellt, akiből 1967-ben Joan, Sealand hercegnője (sz. 1926) lett. Az uralkodópárnak két gyermeke született, Penelopé hercegnő (sz. 1950) és a trónörökös, Michael herceg (sz. 1952). Michaelnek két fia van, James herceg (sz. 1986) és Liam herceg (sz. 1988).

## Sealand hercegei
|    | Herceg     | Élt       | Uralkodás kezdete   | Uralkodás vége   |
| -- | ---------- | --------- | ------------------- | ---------------- |
| 1. | I. Roy     | 1921–2012 | 1967. szeptember 2. | 2012. október 9. |
| 2. | I. Michael | 1952–     | 2012. október 9.    |                  |

## Képek

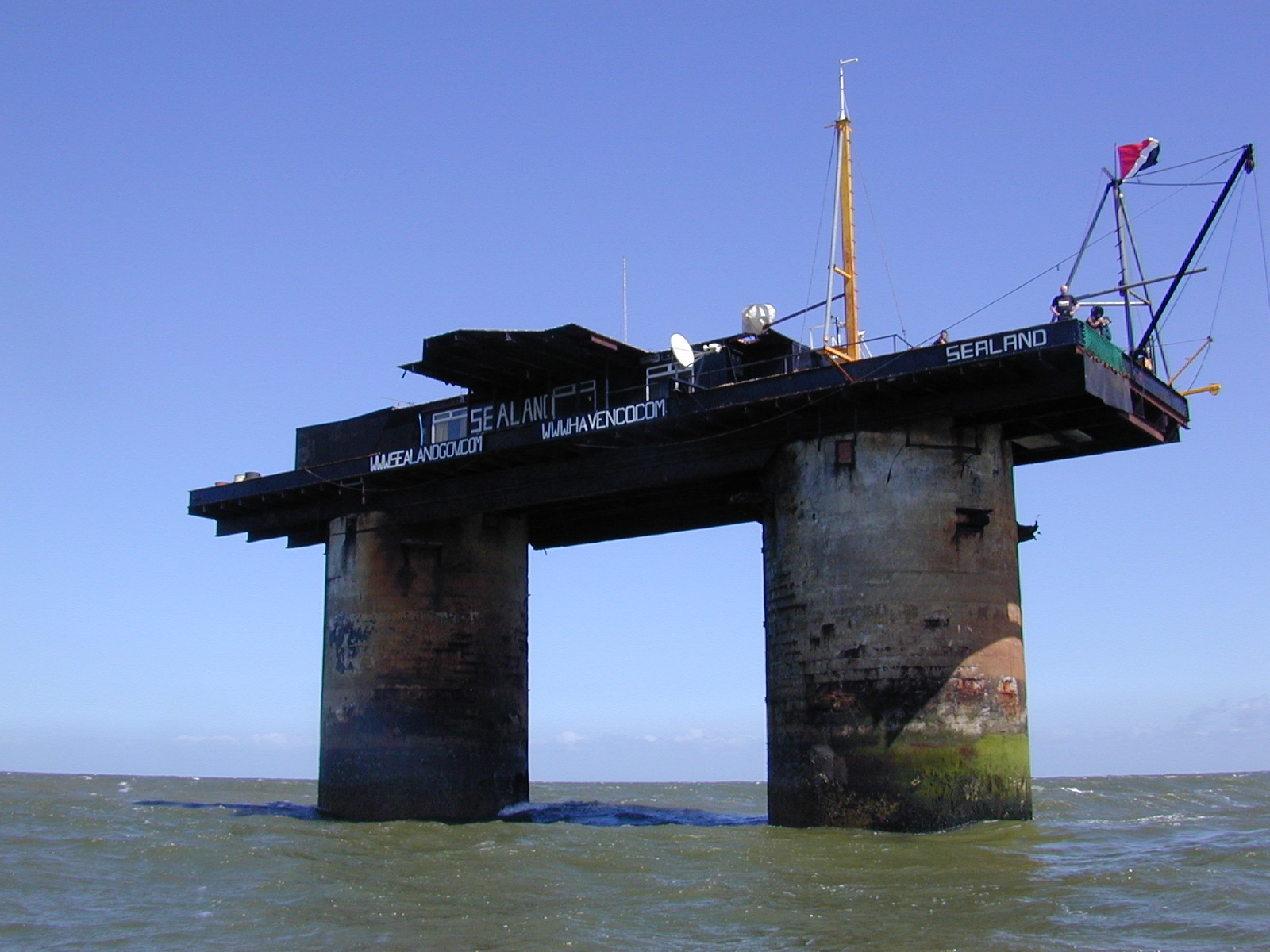
Az egykori erődítmény oldalnézetből
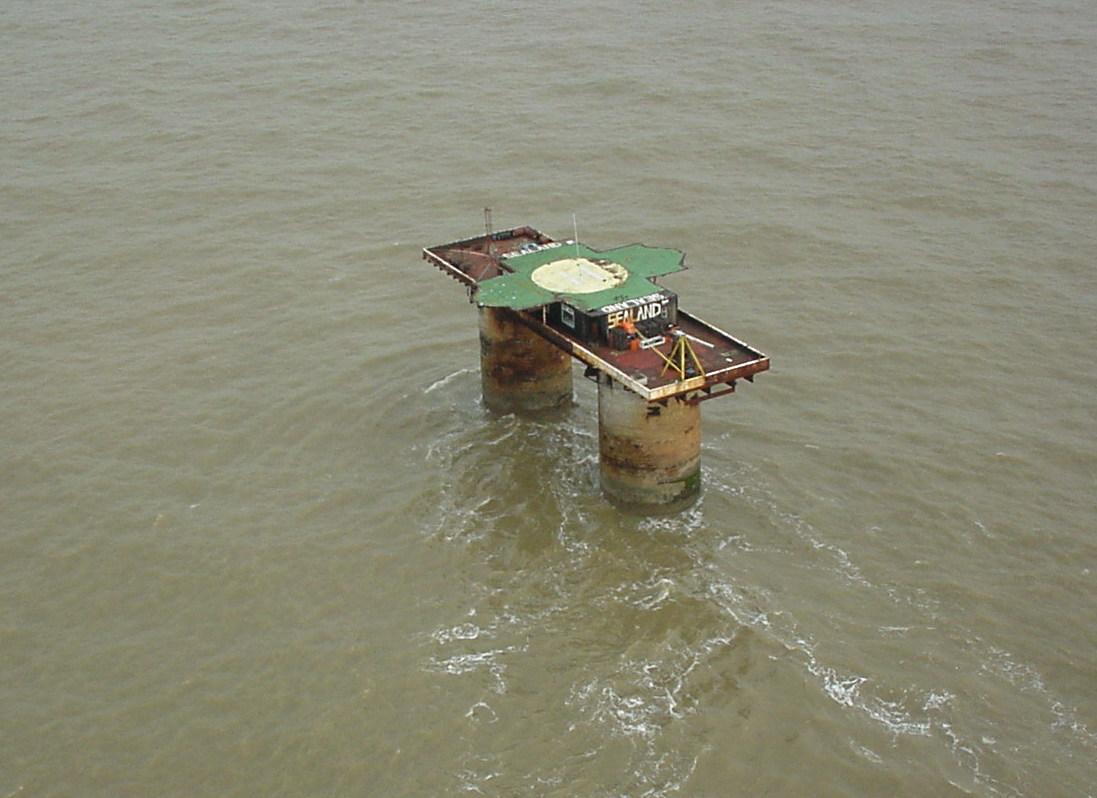
A mesterséges sziget légi felvételen
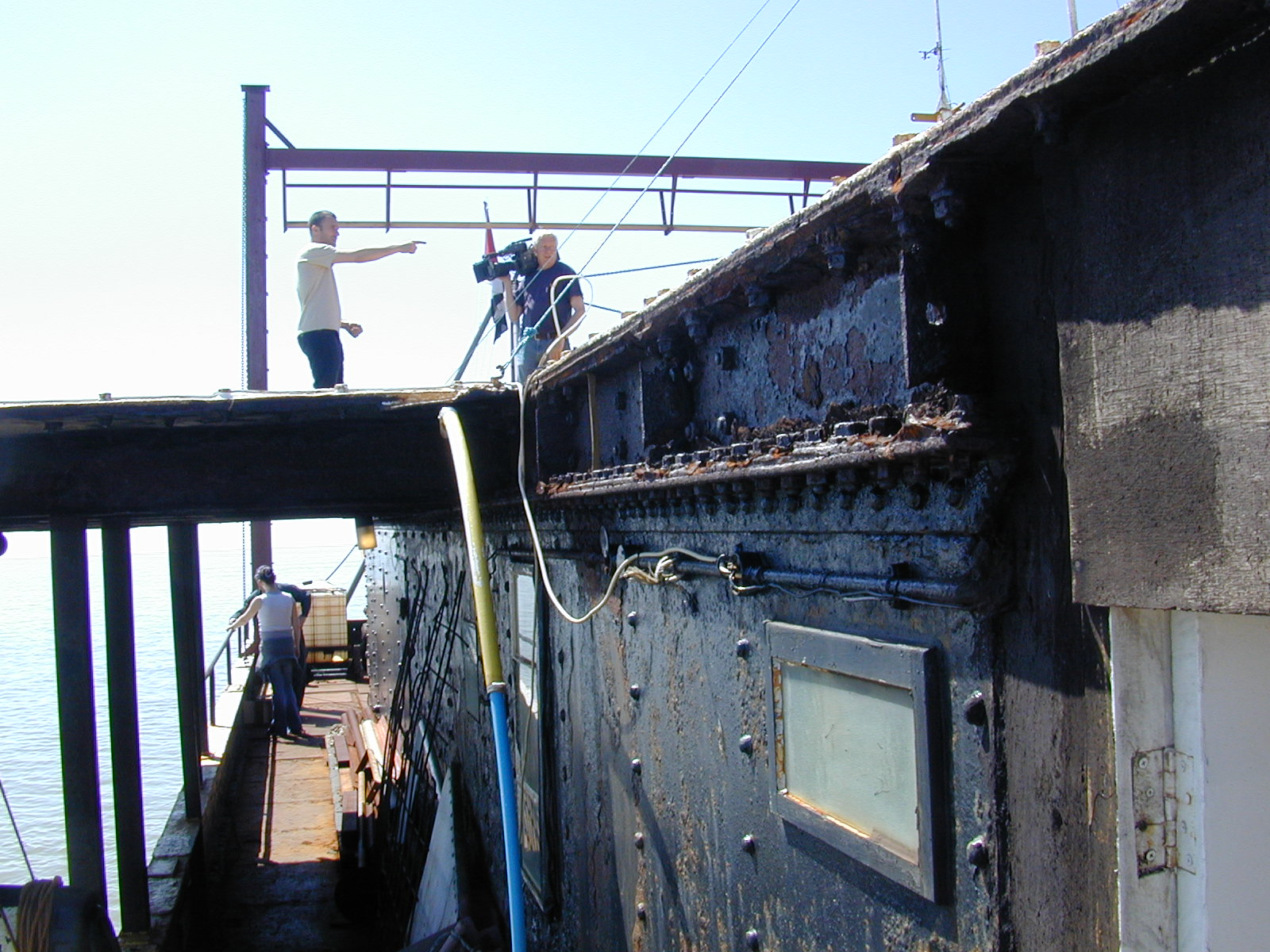
A BBC stábja éppen filmet forgat
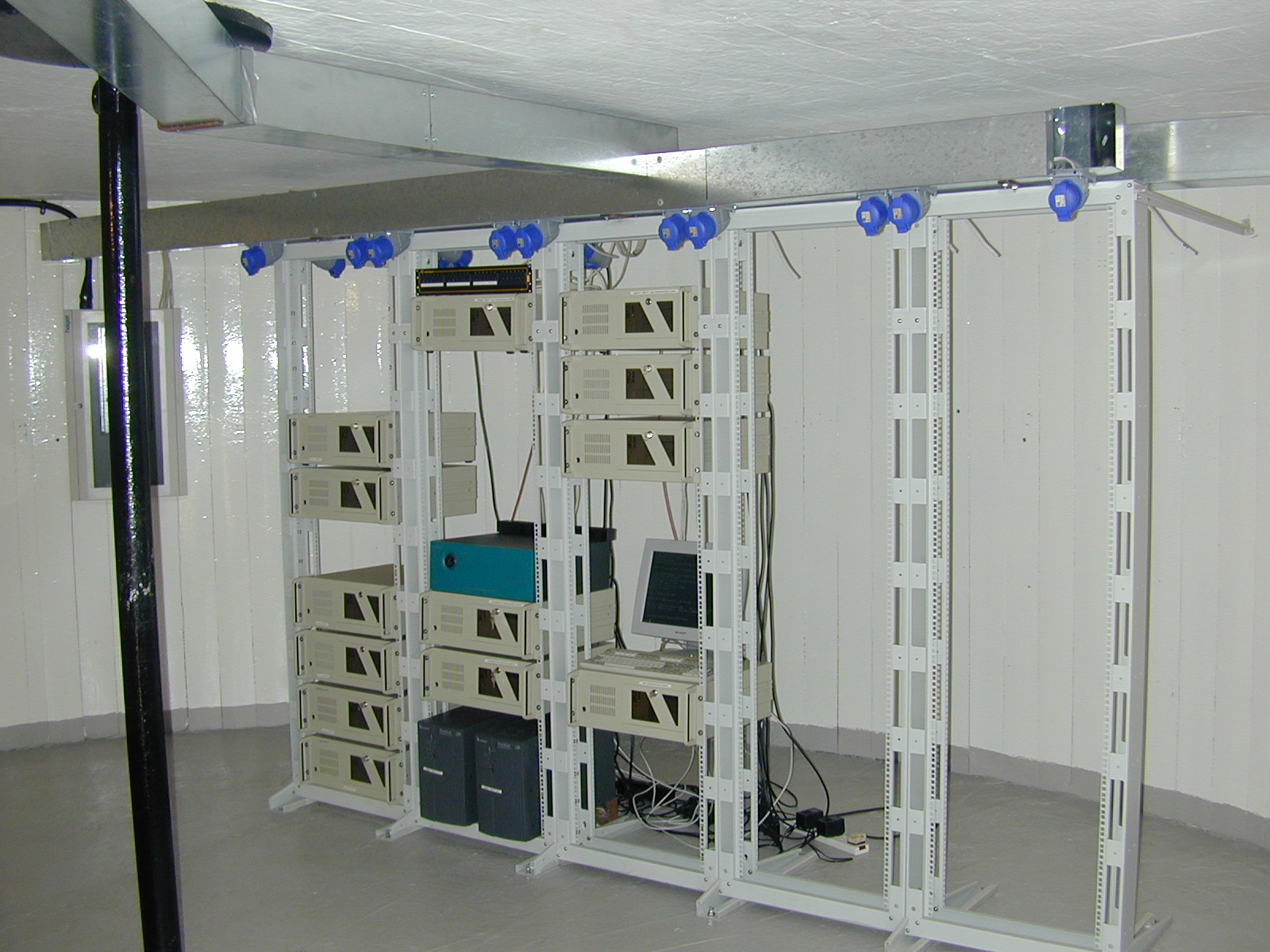
Az adatközpont
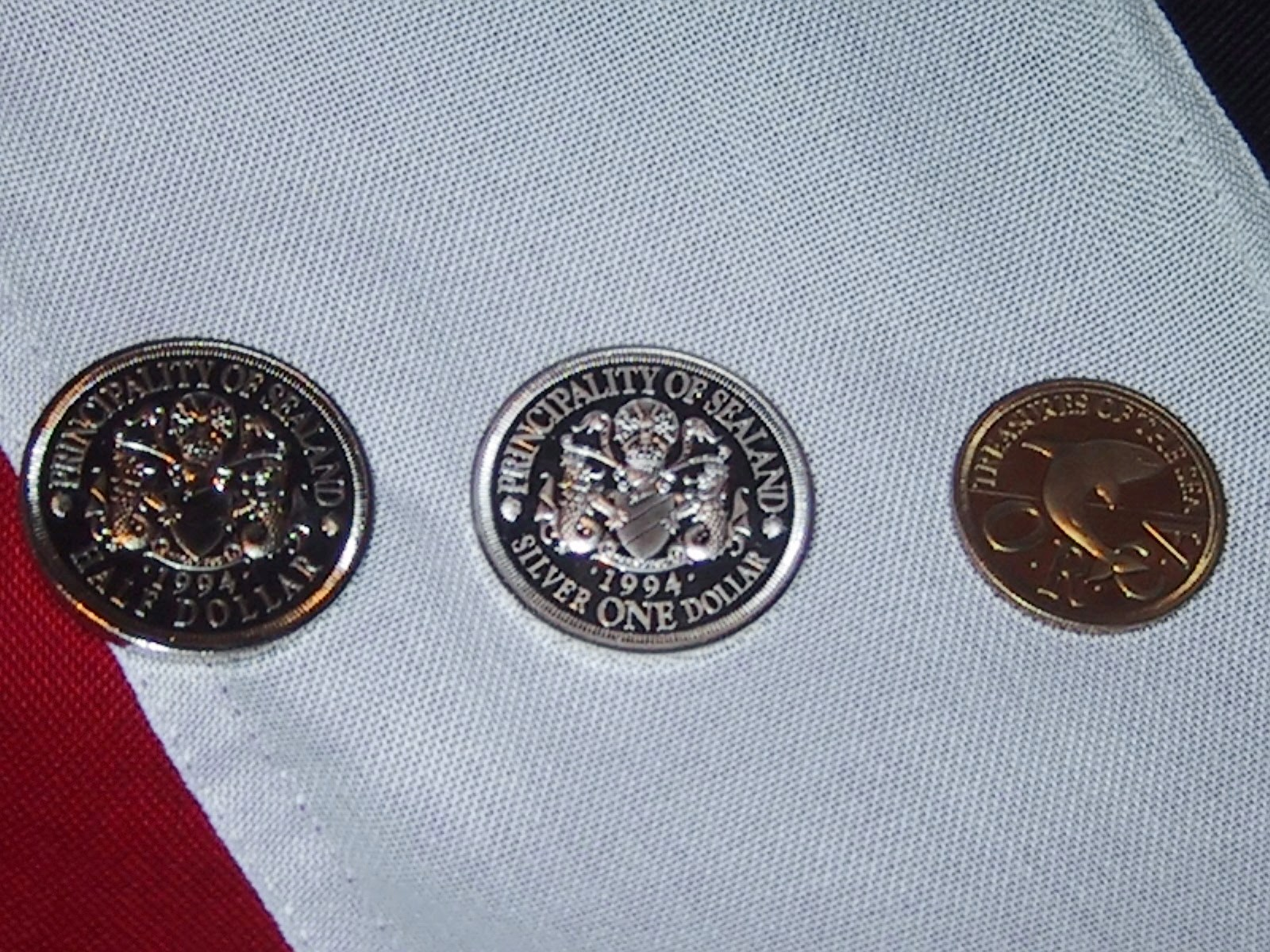
A sealandi dollár érméi
Sealandi bélyegek